# Château de Castelnaud
Pour les articles homonymes, voir Château de Castelnau (homonymie).
Le château de Castelnaud est une forteresse médiévale (XIIIe – XVIIe siècle) située dans la commune française de Castelnaud-la-Chapelle, dans le département de la Dordogne.
En 1966, il a été classé au titre des monuments historiques, classement élargi à son enceinte en 1980, en même temps que son châtelet d'entrée était inscrit au titre des monuments historiques.
Le château de Castelnaud est un site privé.

## Localisation
Situé à la confluence de la vallée de la Dordogne et de la vallée du Céou qu’il surplombe, le château de Castelnaud fait face à la forteresse de Beynac, son éternel rival médiéval, aux jardins de Marqueyssac et au village de La Roque-Gageac.

## Historique
Probablement construit à la fin du XIIe siècle, le château de Castelnaud (« château neuf » en occitan), est la possession de Bernard de Casnac, seigneur cathare et vassal du comte de Toulouse. En 1214, Simon de Montfort, qui mène la croisade contre les cathares, dite « croisade albigeoise », s’empare de la forteresse. Reprise par Bernard de Casnac, elle sera finalement brûlée par l’archevêque de Bordeaux en 1215.
Un nouveau château est bâti au milieu du XIIIe siècle sous autorité capétienne. Après le traité de Paris en 1259, Castelnaud reconnaît la suzeraineté du duc d'Aquitaine, Henri III d'Angleterre.  En 1368, Magne de Castelnaud épouse le seigneur Nompar de Caumont. Les Caumont deviennent alors les seigneurs de Castelnaud et de Berbiguières.
Alors que la guerre de Cent Ans débute, la famille de Caumont choisit le parti des Anglais. Durant cette longue guerre, le château change de camp de nombreuses fois au gré des alliances et des intérêts particuliers. En mars 1437, après seize années d'occupation anglaise, le château est repris par les troupes commandées par Jean de Carbonnières, bâtard de Pelvezy, avec pour associés Jean de Veyrines de Saint-Alvère et Jean d'Aynac. Mathelin de Montbrun, seigneur de Cardaillac, en réclame la restitution comme étant son bien ayant obtenu du roi l'année précédente des lettres qui lui en faisaient espérer la restitution. Le château retombe entre les mains des Anglais en mars 1439. En 1442, le roi de France, Charles VII, ordonne le siège du château alors tenu par les partisans du roi d’Angleterre Henri VI. Après trois semaines de tension, les assiégés cèdent la forteresse contre 400 écus d’or. Le château de Castelnaud est définitivement repris par les Français le 7 octobre 1442, qui remportent la guerre de Cent ans onze ans plus tard, avec la bataille de Castillon, sous les ordres de Jean Bureau et pour les Anglais John Talbot et le siège de Bordeaux (1453).
À la suite du conflit, la famille de Caumont récupère le château et en reste propriétaire jusqu’à la Révolution.
Au XVIe siècle, durant les guerres de Religion, Geoffroy de Vivans, capitaine huguenot, défend la place forte pour le compte des Caumont, adeptes de la religion protestante. Face à Geoffroy dit « le batailleur », craint dans tout le Périgord, et aux nouvelles fortifications (bastion et tour d’artillerie) venues renforcer les défenses du château, personne ne tente de prendre Castelnaud durant ces guerres pourtant particulièrement intenses en Périgord.
Le château est occupé par une garnison plus ou moins nombreuse jusqu'à la Révolution.
Vendu comme bien national en 1789, après la fuite de ses propriétaires, le château de Castelnaud sert de carrière de pierres. La tour d’artillerie et le corps de logis Sud perdent leur sommet. La végétation conquiert ensuite le monument, qui tombe peu à peu dans l’oubli .

### Réhabilitation
En 1965, Philippe Rossillon, ancien élève de l'ENA et diplomate, longtemps employé dans des institutions de la francophonie et maire de Beynac-et-Cazenac, rachète le château de Castelnaud avec son épouse, Véronique Rossillon, pour le rénover. En 1985, son fils, Kléber Rossillon quitte l’Aérospatiale pour prendre sa suite et ouvre le château au public. Il crée alors le musée de la guerre au Moyen Âge et se lance dans la reconstitution de machines de jet à taille réelle : trébuchet, bombarde, mangonneau, pierrière, bricole et couillard.

## Description
Exceptionnel exemple de fortification féodale, son parti architectural est rationnel et efficace : le donjon du XIIIe siècle, dont les mâchicoulis datent du début du XIVe siècle, à cheval sur l’enceinte au profil en forme d’éperon, protège l’entrée principale et domine une tour d'artillerie circulaire du début du XVIe siècle ; percée de nombreuses archères, la courtine fait partie d’un système défensif performant succédant à une première enceinte basse ; l'entrée de la haute cour est protège d'une barbacane défendue de fossés, d'archères, de hourds et d'un assommoir.

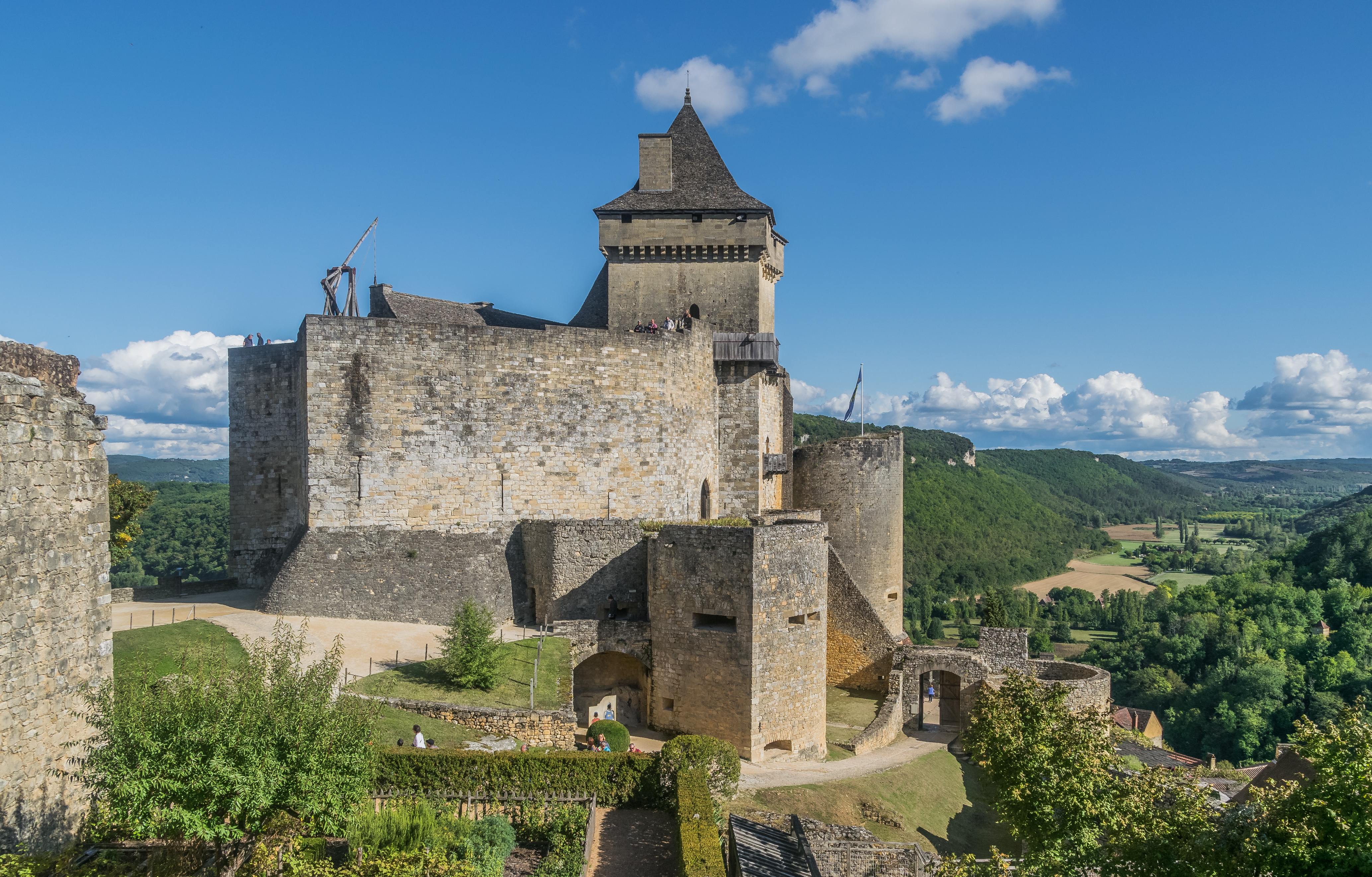
Le château de Castelnaud.
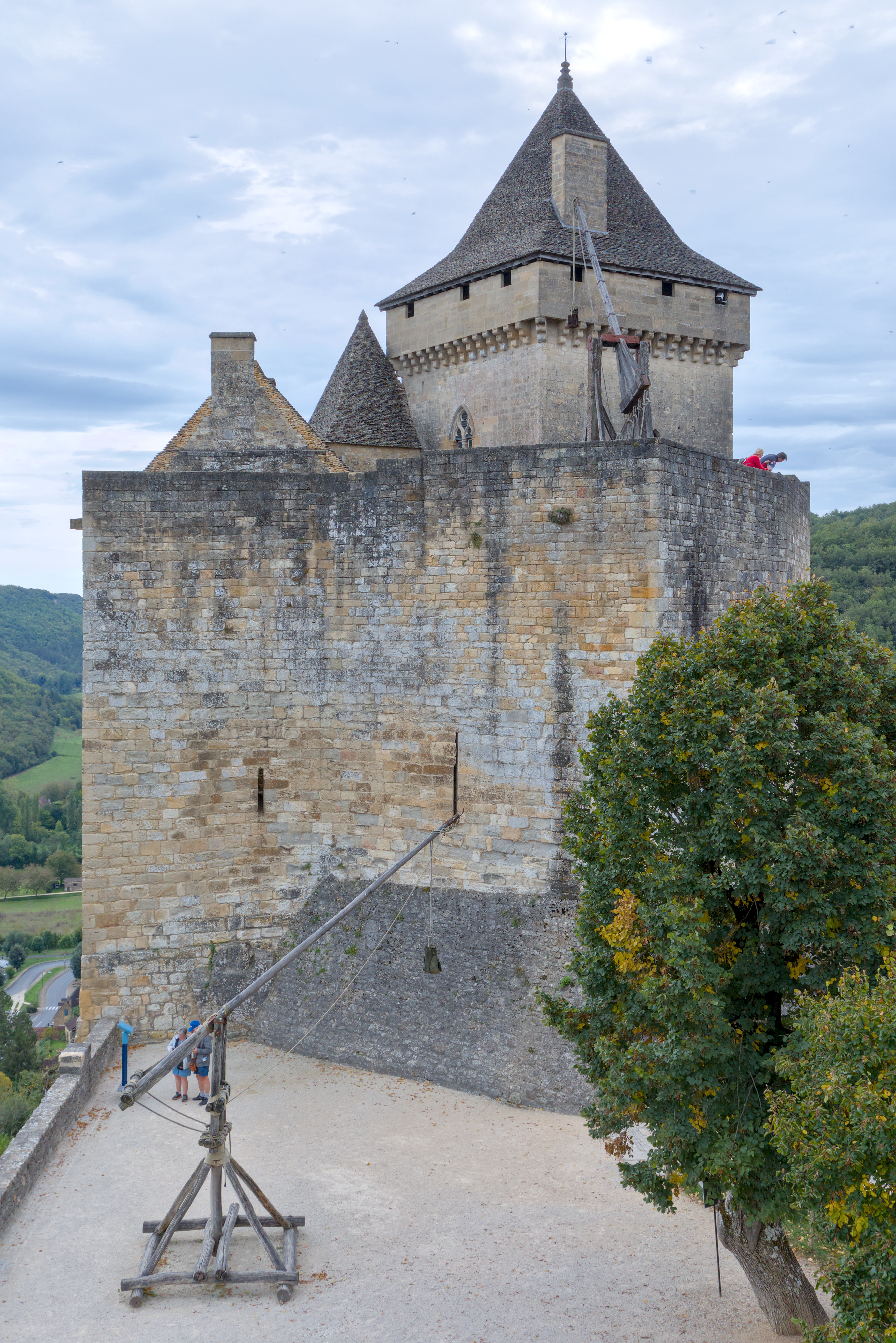
Reconstitution d'une machine de jet devant le donjon.
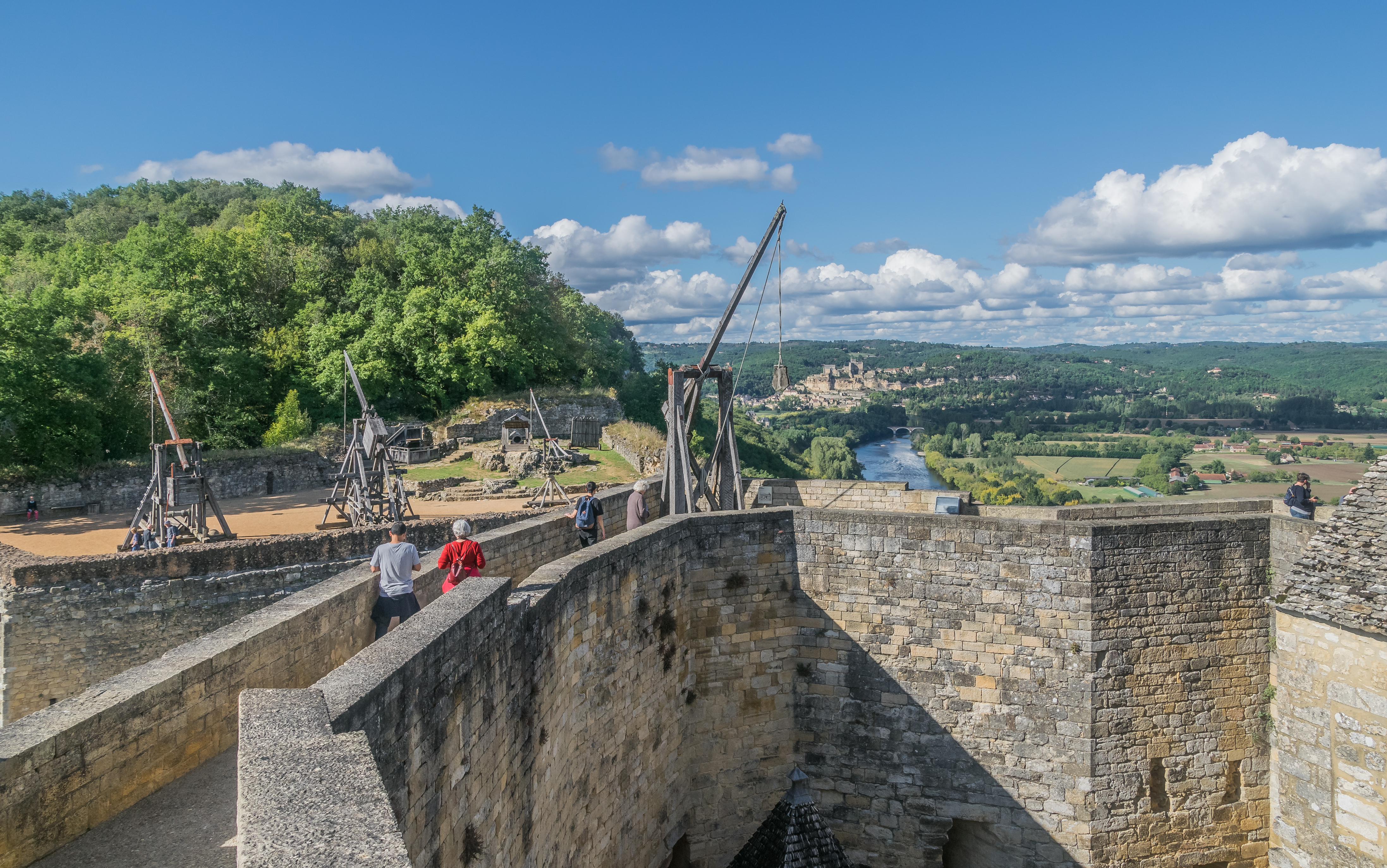
Mur de courtine.
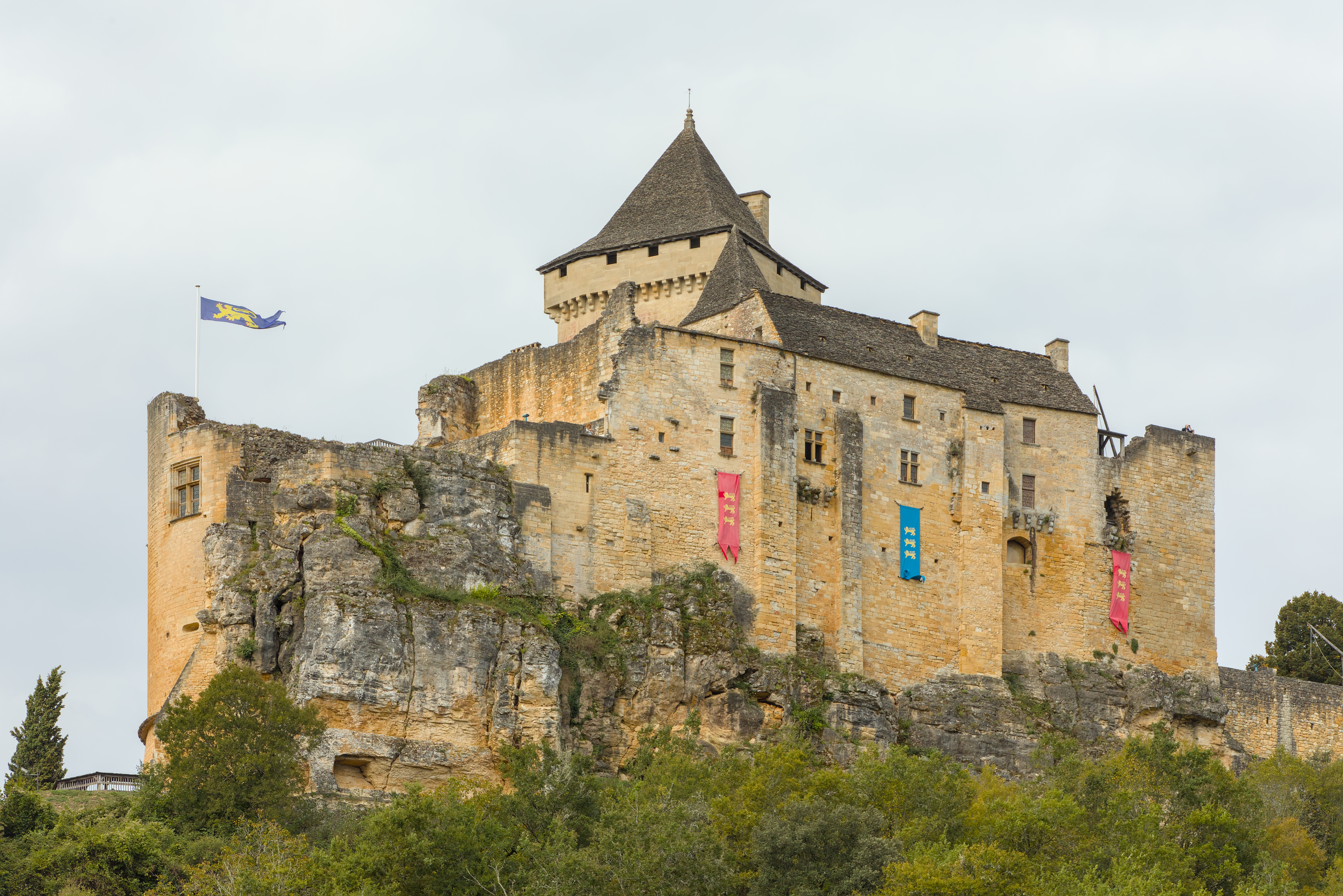
Le château perché sur son éperon rocheux.
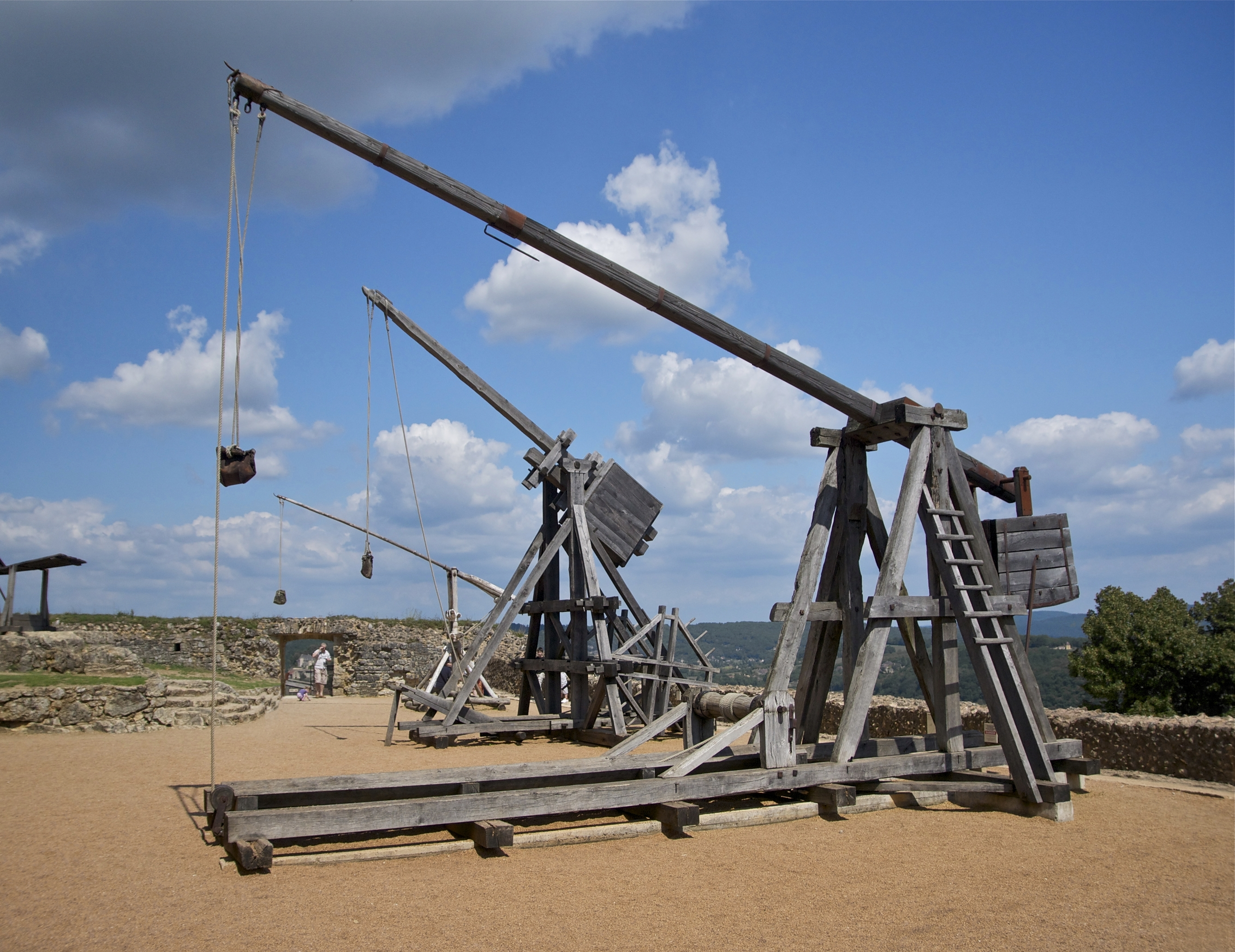
Machines de jet à taille réelle.

## Musée de la guerre
Inauguré en 1985, le musée de la guerre au Moyen Âge investit les salles du logis seigneurial ; c'est la seconde collection de ce type en termes de taille en France après le musée de l'Armée. Le fonds de la collection est constitué de 300 pièces d’armes du XIIIe au XVIIe siècle, en provenance de l’Europe, en grande partie de la sphère germanique (Autriche, Allemagne et Suisse) : la collection comporte des épées, hallebardes, armures, arbalètes, pièces d'artillerie, dont une reconstitution d'une bombarde, reconstitutions d’engins de siège ainsi qu’un ensemble mobilier. Le musée s’articule de façon dynamique selon une succession d’espaces différents : salle d’artillerie, coursives, salles d’armes, maquettes, salles vidéo, terrasses, magasin d’armes, casemates, atelier du batteur d’armure, cuisine, salle haute du donjon meublé, galerie de hourds, pour un total de quinze salles.
En 2020, le château de Castelnaud obtient la marque Qualité Tourisme pour la qualité de son accueil et de ses prestations.
En 2022, le château a attiré 245 000 visiteurs, ce qui en fait le deuxième site touristique du département, après les fac-similés (Lascaux 2 et Lascaux 4) de la grotte de Lascaux.

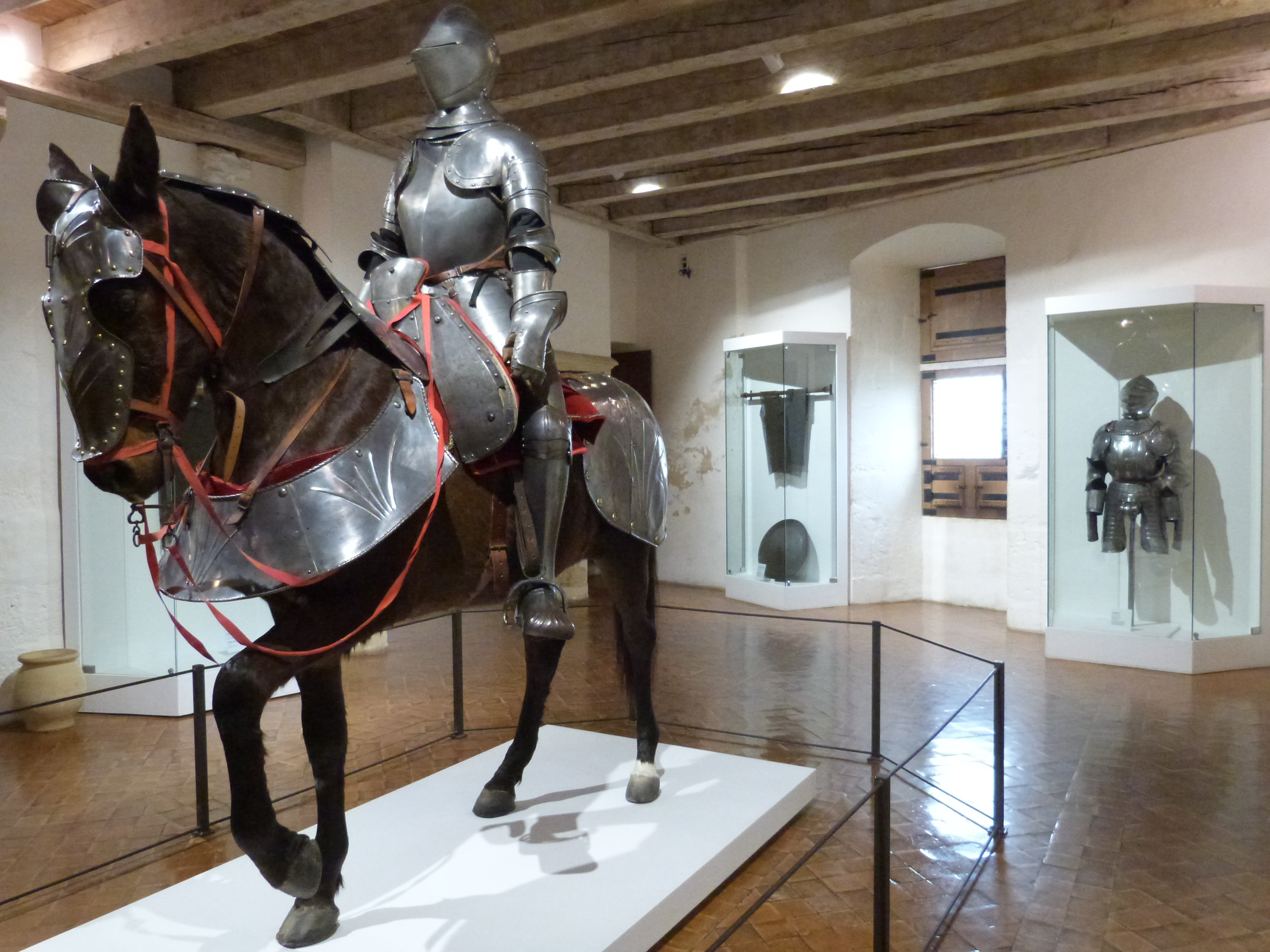
Salle d'armures.
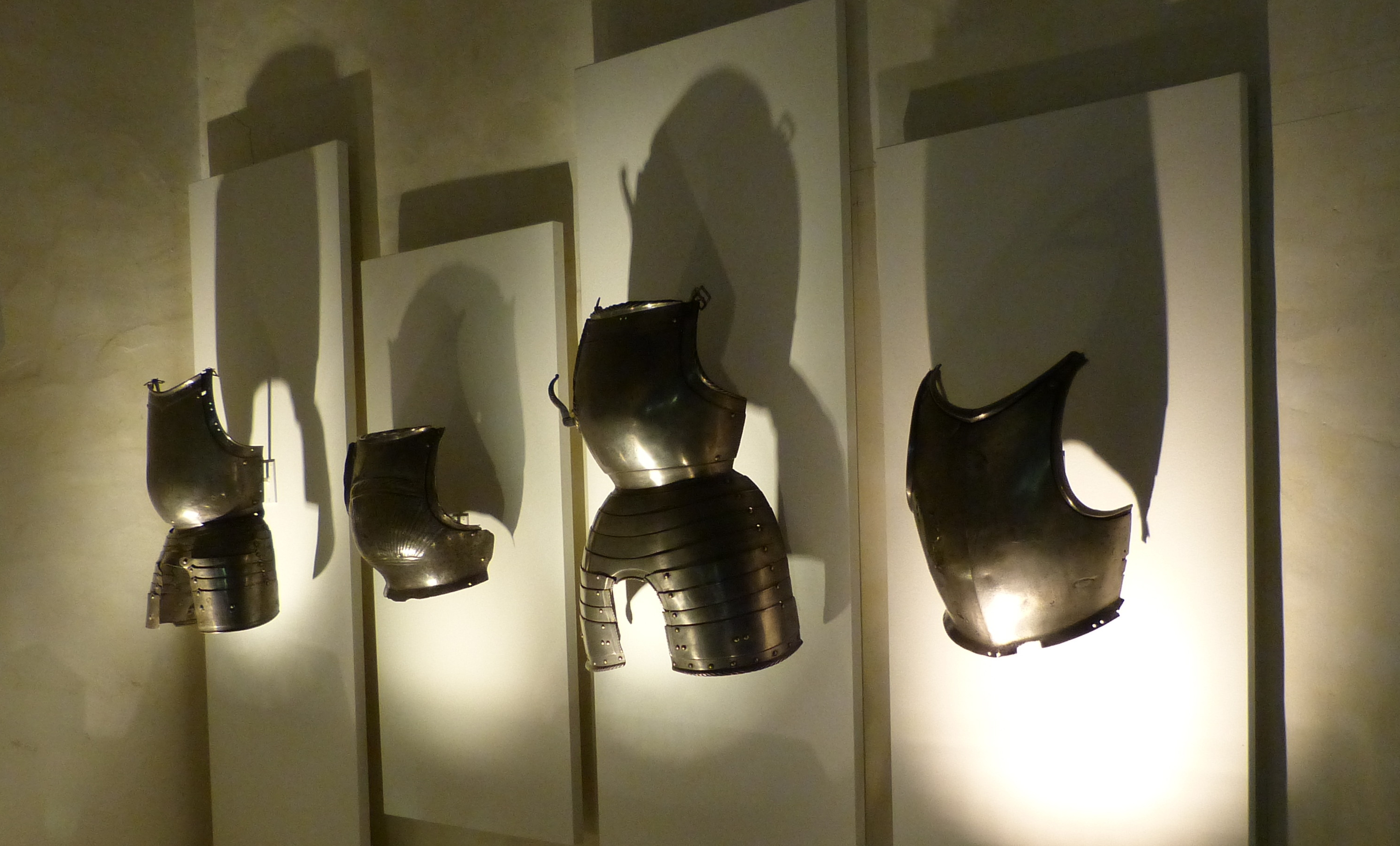
Plastrons historiques en métal.
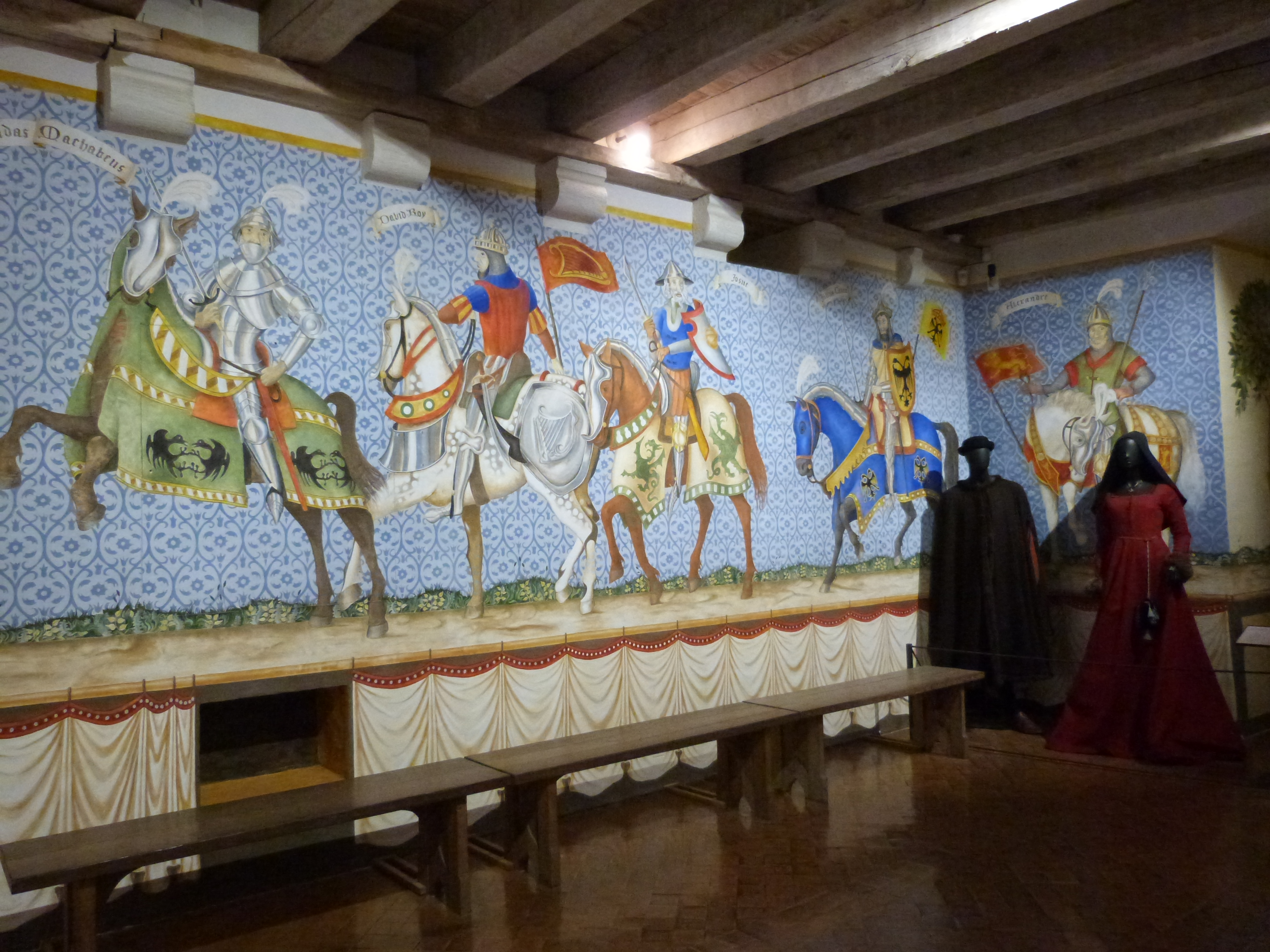
Peinture des Neuf Preux - reconstitution d'un décor peint à la manière du XVe siècle.
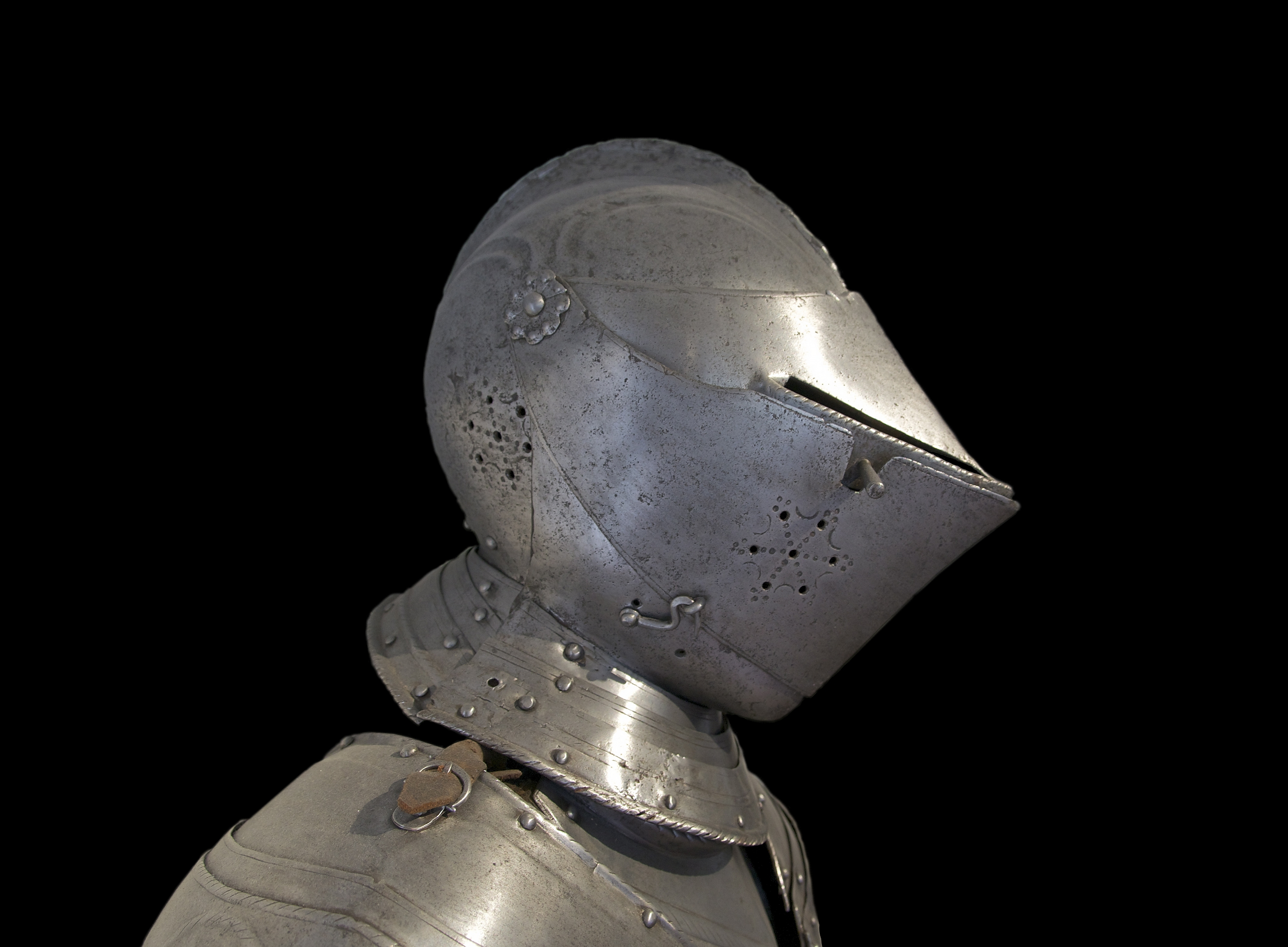
Un armet du XVe siècle.
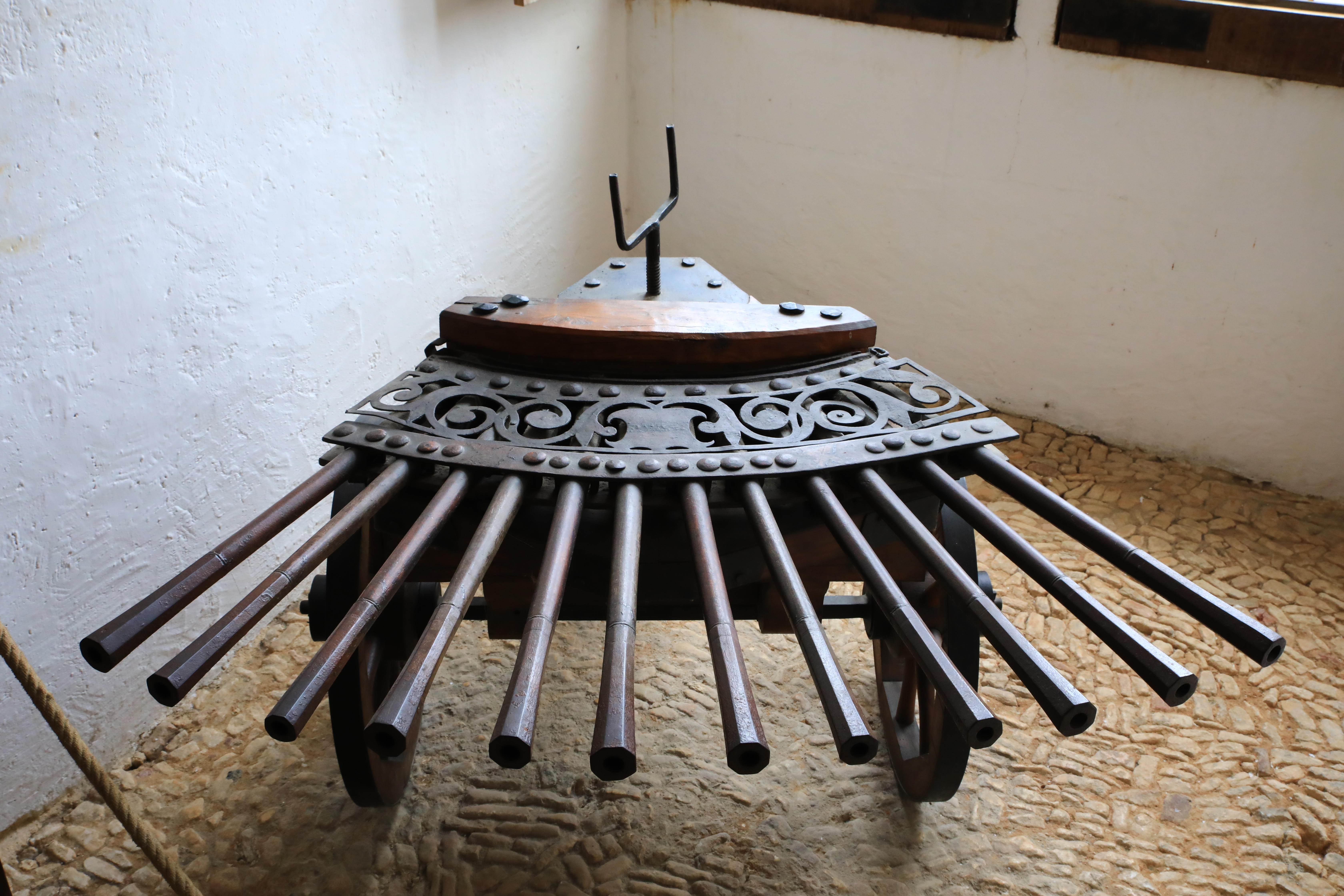
Orgue ou ribaudequin (arme à 12 canons).
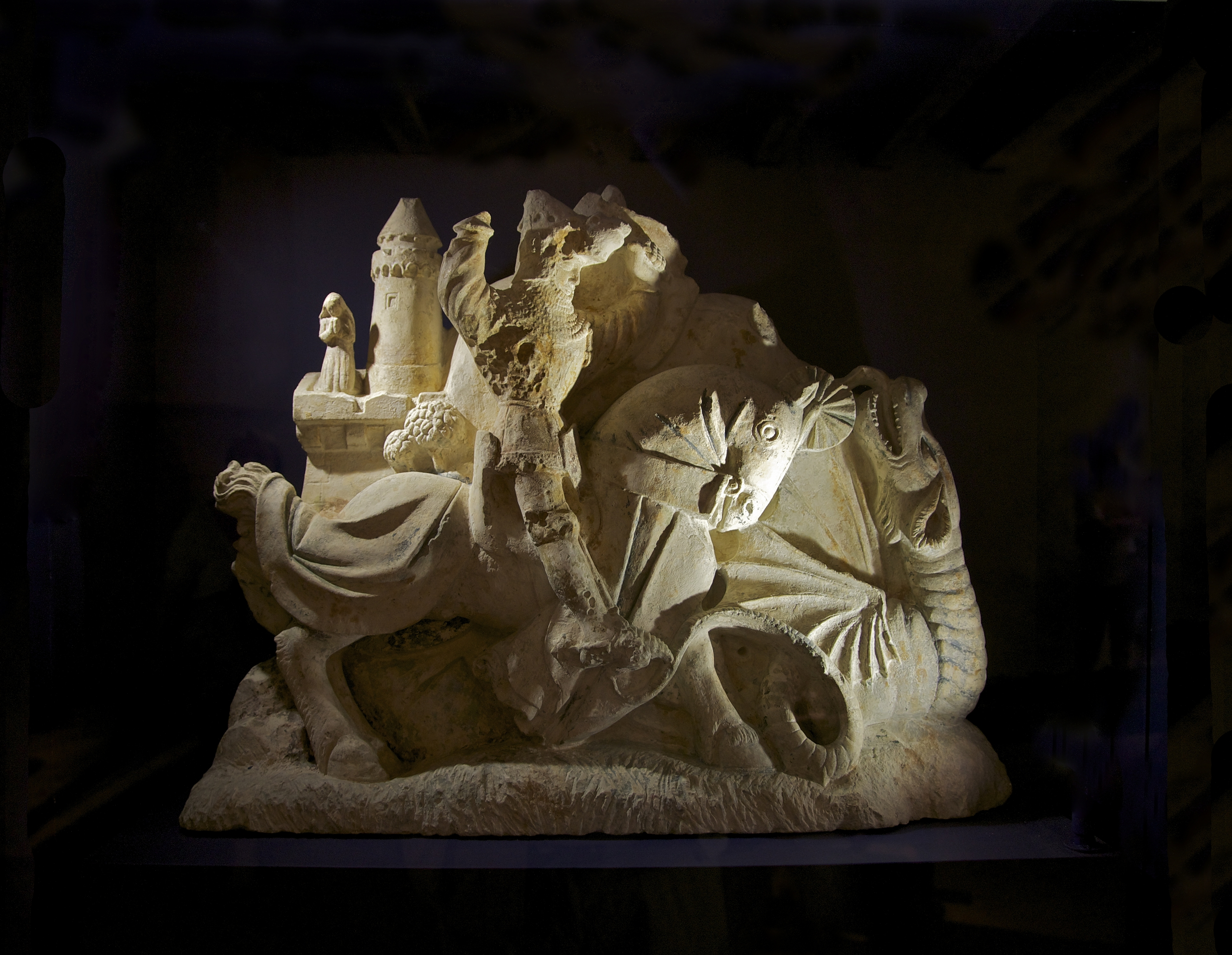
Saint-Georges terrassant le Dragon, XIVe siècle.

## Protection
Après un premier classement du château seul au titre des monuments historiques le 20 décembre 1966, un nouveau classement — qui annule l'ancien — intègre le château et son enceinte en date du 28 octobre 1980, et, le même jour, le châtelet d'entrée est inscrit au titre des monuments historiques.

## Personnalités liées au château
- Bernard de Casnac, propriétaire du château en 1214, époux d'Alix de Turenne.
- Simon de Montfort prend le château en 1214.
- Magne II de Castelnaud épouse Nompar de Caumont, propriétaire en 1368.
- Pons de Beynac, rejoint les troupes de Charles VII lors du siège de 1442.
- Geoffroy de Vivans (1543-1592), capitaine du château en 1563.
- Jacques Nompar de Caumont, compagnon d'Henri IV, maréchal de France en 1622.